# ディリ
ディリ（ポルトガル語: Díli）は、ティモール島北東部に位置する東ティモールの首都で、国内最大の都市。ディリ県の県都。

## 概要

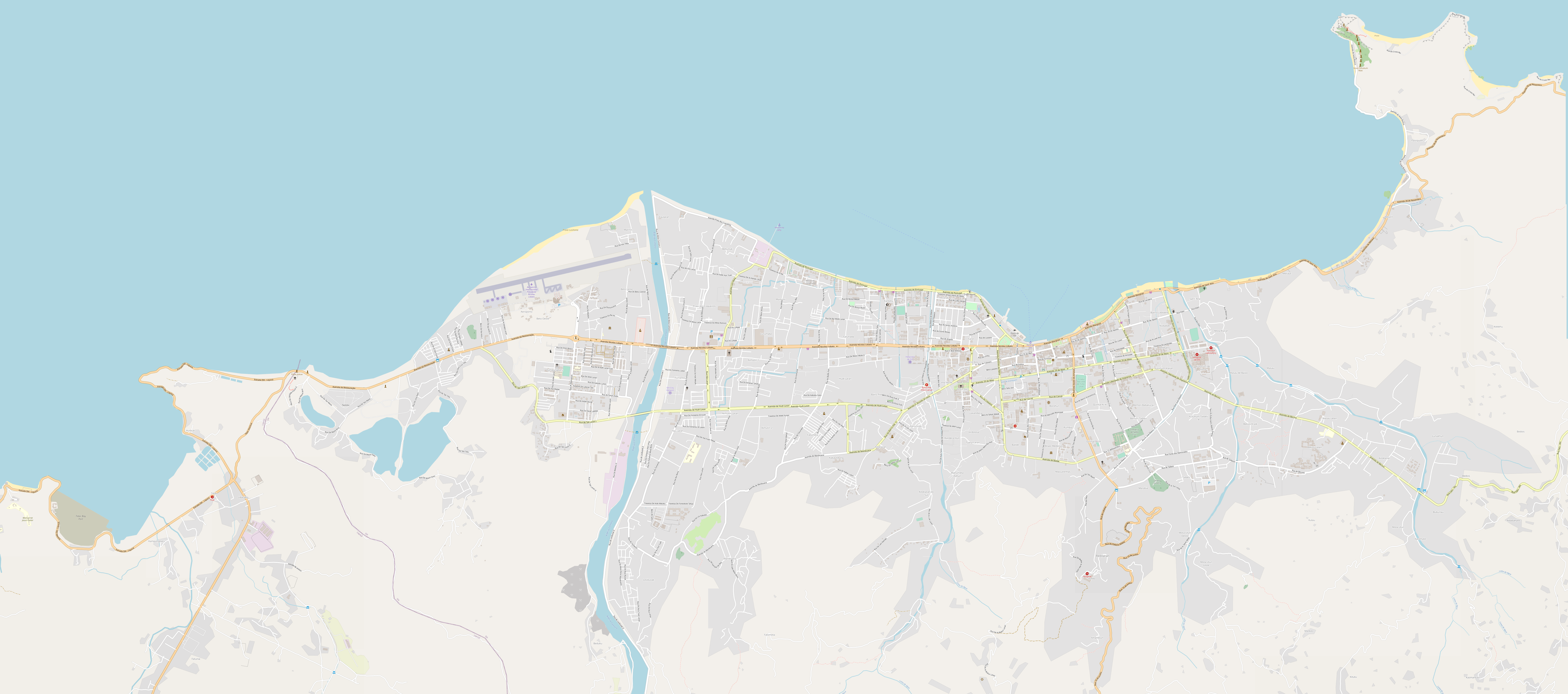
ディリ市街図

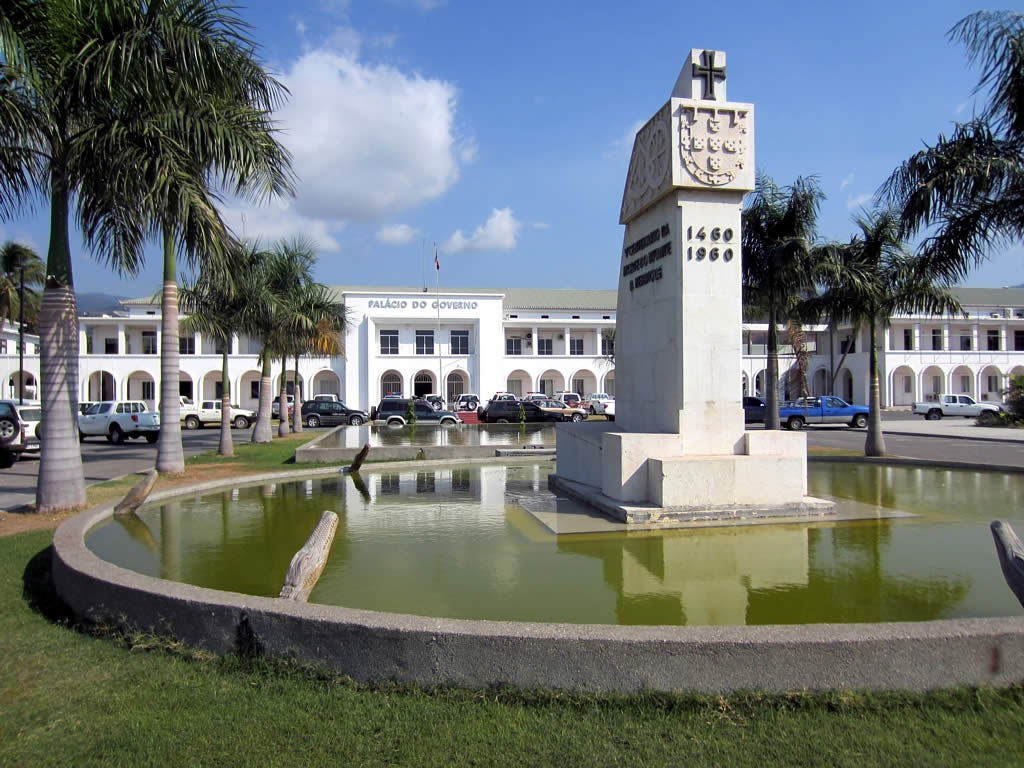
ディリ市庁舎

1520年にポルトガル人の植民地として建設された。
ポルトガル領時代から、ディリ市内では多くのビルがあったが、1999年に親インドネシアの民兵によりその多くが破壊された。インドネシア併合時代、ポルトガル語は禁止されていた。しかし、アヴェニダマレシャル・カルモナのようなポルトガルの通り名は変わらず、インドネシアの単語Jalan（道路の意）がその名前の前に置かれた。Motaelのローマ・カトリック教会はインドネシアの占領への抵抗のよりどころとなった。

## 歴史

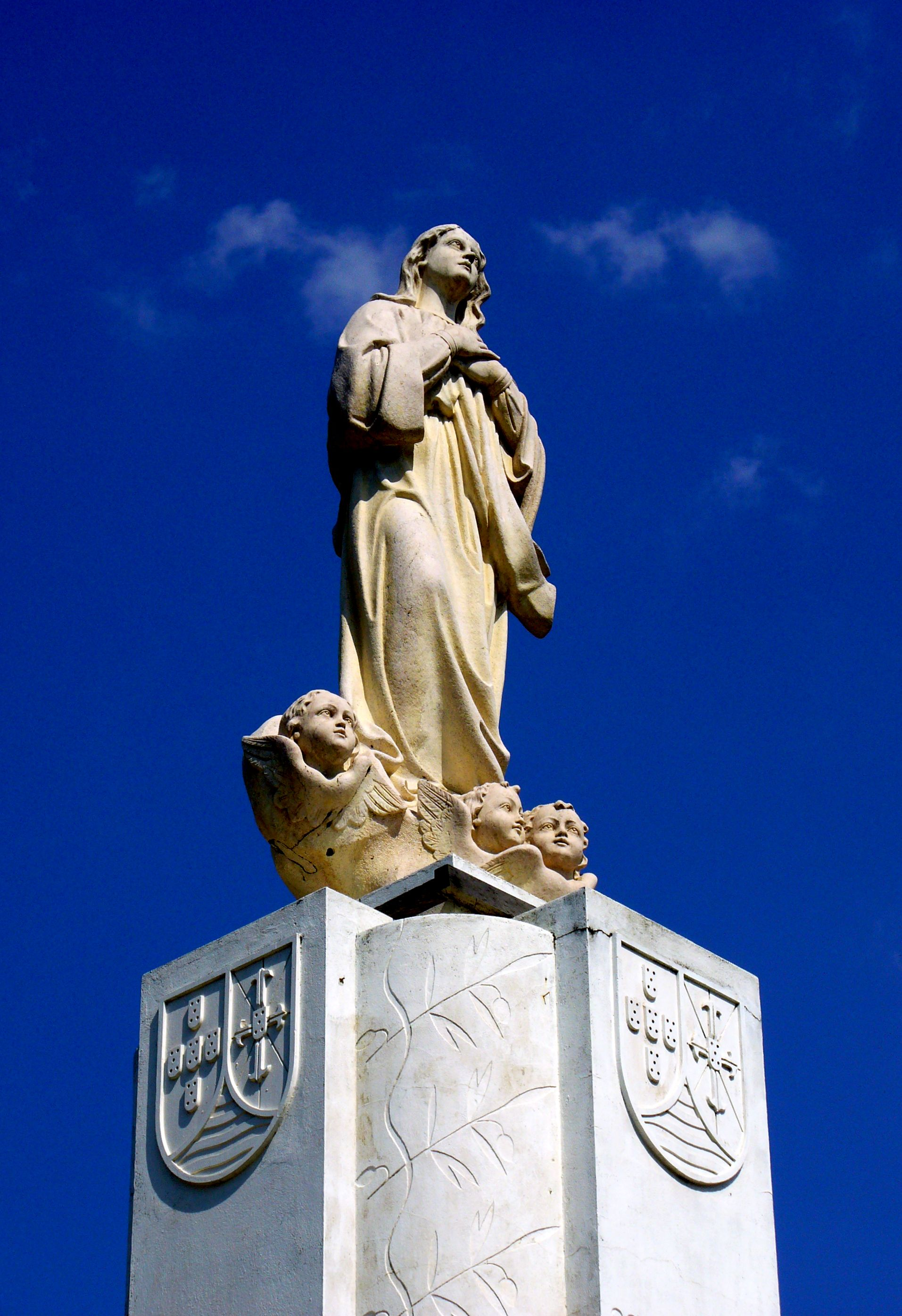
ディリ市にある聖マリア像

ディリは1520年頃にポルトガル人によって植民された。そして、1769年にポルトガル領ティモールの首都とした。
1941年10月13日、日本とポルトガルとの間で航空協定が締結され、日本の委任統治領であったパラオとディリ間に空路が開設されることが決定した。
しかし2か月後には太平洋戦争に突入。ディリは日本に占領された。東ティモールは1975年11月28日にポルトガルから一方的に独立を宣言したが、12月7日に、インドネシア軍がディリに侵入した。そして、1976年7月17日にインドネシアの27番目の州として東ティモールを併合した。
しかし、ゲリラ戦はインドネシアと独立派の間で1975年から1999年まで続いた。その間、多くの死者や難民を出す悲しい時代が続いたが、1991年ディリメッセージの報道機関による報道は、東ティモール独立運動の国際的な援助を呼び起こす一助となった。1999年に、東ティモールは国連監視下に置かれ、2002年5月20日に、東ティモール民主共和国として正式に独立をしディリはその首都となった。

## 気候
- ケッペンの気候区分ではサバナ気候（Aw）に属する。

| ディリ (1914-1963)の気候     | ディリ (1914-1963)の気候 | ディリ (1914-1963)の気候 | ディリ (1914-1963)の気候 | ディリ (1914-1963)の気候 | ディリ (1914-1963)の気候 | ディリ (1914-1963)の気候 | ディリ (1914-1963)の気候 | ディリ (1914-1963)の気候 | ディリ (1914-1963)の気候 | ディリ (1914-1963)の気候 | ディリ (1914-1963)の気候 | ディリ (1914-1963)の気候 | ディリ (1914-1963)の気候 |
| 月                           | 1月                      | 2月                      | 3月                      | 4月                      | 5月                      | 6月                      | 7月                      | 8月                      | 9月                      | 10月                     | 11月                     | 12月                     | 年                       |
| ---------------------------- | ------------------------ | ------------------------ | ------------------------ | ------------------------ | ------------------------ | ------------------------ | ------------------------ | ------------------------ | ------------------------ | ------------------------ | ------------------------ | ------------------------ | ------------------------ |
| 最高気温記録 °C （°F）       | 36.0 (96.8)              | 35.5 (95.9)              | 36.6 (97.9)              | 36.0 (96.8)              | 35.7 (96.3)              | 36.5 (97.7)              | 34.1 (93.4)              | 35.0 (95)                | 34.0 (93.2)              | 34.5 (94.1)              | 36.0 (96.8)              | 35.5 (95.9)              | 36.6 (97.9)              |
| 平均最高気温 °C （°F）       | 31.3 (88.3)              | 31.1 (88)                | 31.2 (88.2)              | 31.5 (88.7)              | 31.3 (88.3)              | 30.7 (87.3)              | 30.2 (86.4)              | 30.1 (86.2)              | 30.3 (86.5)              | 30.5 (86.9)              | 31.4 (88.5)              | 31.1 (88)                | 30.9 (87.6)              |
| 日平均気温 °C （°F）         | 27.7 (81.9)              | 27.6 (81.7)              | 27.4 (81.3)              | 27.4 (81.3)              | 27.0 (80.6)              | 26.8 (80.2)              | 25.5 (77.9)              | 25.1 (77.2)              | 25.4 (77.7)              | 26.0 (78.8)              | 27.2 (81)                | 27.4 (81.3)              | 26.6 (79.9)              |
| 平均最低気温 °C （°F）       | 24.1 (75.4)              | 24.1 (75.4)              | 23.5 (74.3)              | 23.5 (74.3)              | 22.8 (73)                | 21.9 (71.4)              | 20.8 (69.4)              | 20.1 (68.2)              | 20.5 (68.9)              | 21.5 (70.7)              | 23.0 (73.4)              | 23.6 (74.5)              | 22.4 (72.3)              |
| 最低気温記録 °C （°F）       | 19.0 (66.2)              | 16.2 (61.2)              | 16.5 (61.7)              | 18.2 (64.8)              | 13.2 (55.8)              | 14.5 (58.1)              | 12.4 (54.3)              | 11.8 (53.2)              | 13.4 (56.1)              | 16.1 (61)                | 18.0 (64.4)              | 16.7 (62.1)              | 11.8 (53.2)              |
| 雨量 mm （inch）             | 139.5 (5.492)            | 138.7 (5.461)            | 132.7 (5.224)            | 104.3 (4.106)            | 74.9 (2.949)             | 58.4 (2.299)             | 20.1 (0.791)             | 12.1 (0.476)             | 9.0 (0.354)              | 12.8 (0.504)             | 61.4 (2.417)             | 144.9 (5.705)            | 908.8 (35.778)           |
| 平均降雨日数 （≥1.0 mm）     | 13                       | 13                       | 11                       | 9                        | 6                        | 4                        | 3                        | 1                        | 1                        | 2                        | 6                        | 11                       | 80                       |
| % 湿度                       | 80                       | 82                       | 80                       | 77                       | 75                       | 72                       | 71                       | 70                       | 71                       | 72                       | 73                       | 77                       | 75                       |
| 平均月間日照時間             | 189.1                    | 161.0                    | 235.6                    | 234.0                    | 266.6                    | 246.0                    | 272.8                    | 291.4                    | 288.0                    | 297.6                    | 270.0                    | 220.1                    | 2,972.2                  |
| 平均日照時間                 | 6.1                      | 5.7                      | 7.6                      | 7.8                      | 8.6                      | 8.2                      | 8.8                      | 9.4                      | 9.6                      | 9.6                      | 9.0                      | 7.1                      | 8.1                      |
| 出典：Deutscher Wetterdienst |                          |                          |                          |                          |                          |                          |                          |                          |                          |                          |                          |                          |                          |

## 教育
- セントヨゼフ高校
- 東ティモール国立大学（Universidade Nacional de Timor-Leste）

## 交通
- プレジデンテ・ニコラウ・ロバト国際空港
  - バリ島のデンパサールより、スリウィジャヤ航空とシティリンクがそれぞれ毎日1便ずつ飛ばしている他、オーストラリアのダーウィンやシンガポールからの便がある。

## 姉妹都市
- - コインブラ（ポルトガル）
- - ダーウィン（オーストラリア）